# 朱聰注
吉阳恭顺王朱聰注（1475年—1555年1月15日），明朝代惠王朱成鍊的庶四子；明太祖子代简王朱桂玄孙。第一代吉阳王。

## 生平
成化十二年（1476年）四月赐名。
成化十九年（1483年）九月，明宪宗遣武安侯鄭英、會昌侯孫銘、清平伯吳琮、彭城伯張信、施鑑為正使，尚寶司少卿翟瑛、中書舍人蔡相、戶部員外郎張澍、禮部員外郎王傅、刑部署郎中員外郎張廉為副使，冊封朱聰注的三哥朱聰涓為樂昌王，朱聰注為吉陽王。
成化二十二年（1486年）五月，朱成鍊奏朱聰涓、朱聰注食祿一千石，每年不够用，請求按舊制给二千石。戶部覆奏，宪宗下旨称山西地方連年荒歉，諸王歲祿酌量已定，不宜請求增加以加重百姓困境，阻止了。
弘治元年（1488年）七月，朱聰注奏亡妃張氏的守墳官校無以供給衣食，明孝宗命给近墳的無糧地五頃。
弘治七年（1494年）十月，孝宗御奉天殿，傳詔書遣保定侯梁任、永康侯徐錡、懷寧侯孫泰、孫銘、駙馬都尉楊偉、馬誠、崇信伯費淮、興安伯徐盛、成安伯郭寧、張信、惠安伯張偉、吳琮、建平伯高霳、武進伯朱潔、南寧伯毛良、刑部右侍郎戴珊、都察院左僉都御史楊謐、通政使司左通政毛倫各自持節充正使，翰林院侍讀江瀾、尚寶司少卿楊泰、戶科給事中王璽、禮科右給事中孫孺、兵科給事中東思恭、中書舍人孫琰、戶部郎中李文安、員外郎胡倬、禮部員外郎尹萬化、兵部郎中費瑄、刑部員外郎尹嘉言、屈直、周東、商良輔、工部員外郎朱恩、周濬、鴻臚寺左少卿杜英、李鐩充副使，冊封北城兵馬副指揮張鎮的女兒為吉陽王妃。
弘治八年（1495年）十二月，孝宗应朱聰注所请，赐其《為善陰騭》《洪武正韻》《四書大全》。
嘉靖二年（1523年）七月，朱聰涓、朱聰注、溧阳王朱聰𣷾请求加封生母侯夫人。明世宗下诏准许，进封侯夫人为代惠王次妃，他人不得引以为例。
嘉靖十八年（1539年）六月，朱聰注上言王妃已故，沒有嫡子，自己将要年老，请求改封庶长子朱俊槿為吉阳長子。事下禮部商议，禮部引用明武宗時東阿王朱阳镖改封庶长子朱當滰为长子的例子為其請求。世宗说改封非祖宗舊典，武宗年间的事例多是緣自濫恩，以後都不得為例，不许。
嘉靖三十三年（1554年）十二月，朱聰注薨，按例賜祭葬，谥恭順。嘉靖三十六年（1557年），朱俊槿袭封。

## 评价
- 《弇山堂别集》卷072：敬順事上，和比於理。